# Copeoglossum nigropunctatum
Copeoglossum nigropunctatum (чорноплямистий сцинк) — вид сцинкоподібних ящірок родини сцинкових (Scincidae). Мешкає в Південній Америці.

## Поширення і екологія
Чорноплямисті сцинки мешкають в Колумбії, Венесуелі, Гаяні, Суринамі, Французькій Гвіані, Бразилії, Еквадорі, Перу і Болівії. Вони живуть в амазонській сельві і атлантичних лісах, в галерейних лісах в саванах серрадо та в Пантаналі, трапляються на узліссях та поблизу людських поселень. Живляться безхребетними. Живородні.